# Пуиг, Моника
Моника Пуиг (исп. Mónica Puig; род. 27 сентября 1993 года, Сан-Хуане, Пуэрто-Рико) — пуэрториканская теннисистка; олимпийская чемпионка 2016 года в одиночном разряде; победительница двух турниров WTA в одиночном разряде.
Бывшая вторая ракетка мира в юниорском рейтинге; финалистка двух юниорских турниров Большого шлема в одиночном разряде (Открытый чемпионат Австралии и Открытый чемпионат Франции 2011 года).

## Общая информация
Моника — одна из двух детей Хосе и Астрид Пуигов. У неё есть брат Рики.
Пуэрториканка пришла в теннис в 6 лет. Любимое покрытие — хард.

## Спортивная карьера

### Начало карьеры

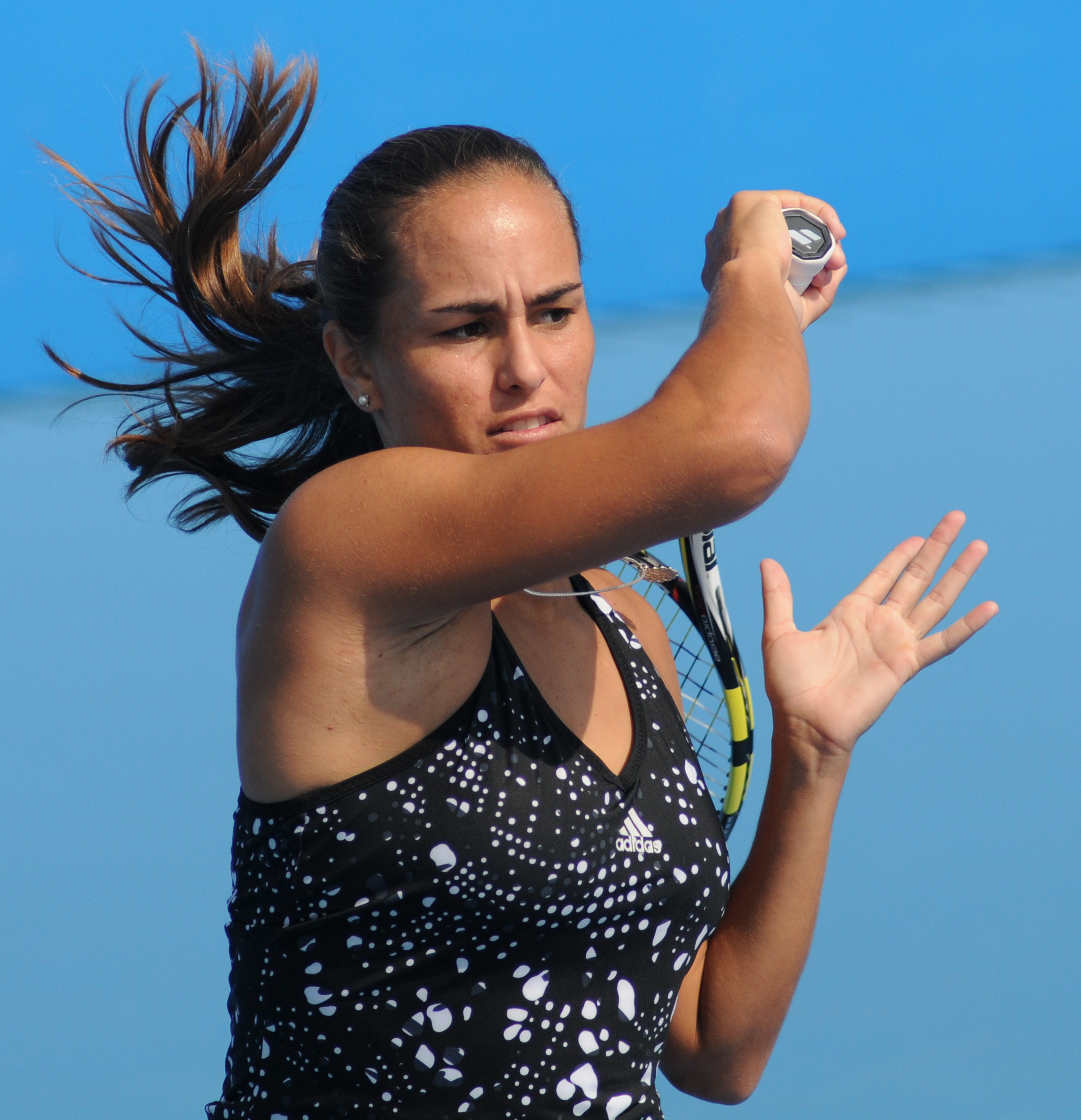
Пуиг на турнире в Пекине в 2014 году

Первый матч в парном разряде за сборную Пуэрто-Рико в отборочном розыгрыше Кубка Федерации Пуиг сыграла уже в 2008 году в возрасте 14 лет. В апреле 2010 года она выиграла первый турнир из цикла ITF. В феврале 2011 года Моника выиграла 25-тысячник ITF в США. В апреле того же года она прошла через квалификацию в основную сетку турнира в Чарлстоне и таким образом дебютировала в WTA-туре. В начале мая пуэрториканка выиграла 25-тысячник ITF в Швейцарии, а в августе 10-тысячник в Мексике. Следующие победы к Пуиг пришли в октябре 2012 года. Сначала она выиграла 50-тысячник ITF в Жуэ-ле-Туре, а затем смогла стать победительницей 100-тысячника в Пуатье, где переиграла в финале Елену Веснину. По итогам 2012 года 19-летняя теннисистка уже близко подобралась к первой сотне, заняв 127-ю строчку.
Весной 2013 года на грунтовом турнире в Оэйраше Пуиг впервые прошла в четвертьфинал соревнований WTA. Начав выступления с квалификации, она переиграла в первых двух раундах Юлию Гёргес и Франческу Скьявоне. Этот результат позволил Монике наконец-то попасть в топ-100 мирового рейтинга. В мае пуэрториканка дебютировала в основной сетке на турнирах серии Большого шлема, сыграв на Открытом чемпионате Франции. Сходу ей удалось пройти в третий раунд и переиграть № 11 посева Надежду Петрову и Мэдисон Киз. Ещё лучше она выступила в июне на Уимблдонском турнире. В первом раунде она впервые обыграла теннисистку из топ-10 — Сару Эррани (№ 5 в мире на тот момент). Выиграв затем ещё два матча, Моника прошла в стадию четвёртого раунда. Дебют на Открытом чемпионате США получился для неё не столь успешным — на старте она проиграла Алисе Клейбановой. В сентябре Пуиг прошла в четвертьфинал турнира в Гуанчжоу. Завершила сезон на 55-м месте рейтинга.
На Открытом чемпионате Австралии 2014 года Пуиг смогла выйти только во второй раунд. В апреле она впервые в сезоне добралась до четвертьфинала на турнире в Монтеррее. В мае пуэрториканка смогла завоевать свой первый титул WTA. Произошло это на грунтовом турнире в Страсбурге, который проходил за неделю до Ролан Гаррос. В финале Пуиг обыграла Сильвию Солер спиносу из Испании со счетом 6-4, 6-3. Несмотря на этот успех, на Открытом чемпионате Франции Пуиг выбыла уже на старте, уступив Саманте Стосур. Также в первом раунде уже Мэдисон Киз она проиграла и на Уимблдонском турнире. Открытый чемпионат США завершился для Моники во втором раунде, где её обыграла Андреа Петкович. Осенью она один раз сыграла в четвертьфинале на турнире в Гуанчжоу.

### 2015—2016 (золотая медаль на Олимпиаде в Рио)

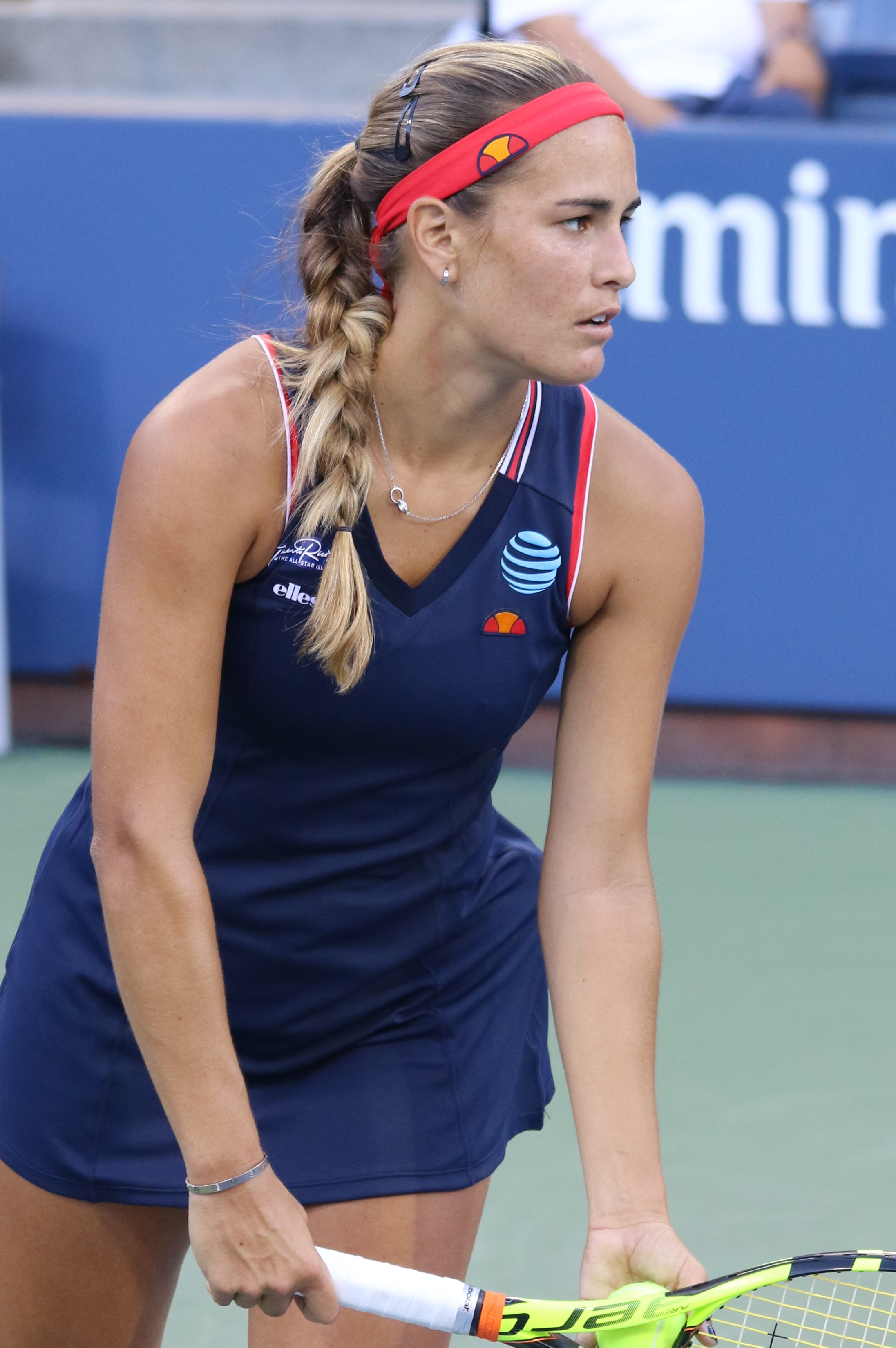
Пуиг на US Open 2016 года

На Открытом чемпионате Австралии 2015 года Пуиг, как и год назад, выбыла во втором раунде. В феврале она сыграла в полуфинале турнира в Паттайе и четвертьфинале в Акапулько. Следующий раз в 1/4 финала она прошла в апреле на турнире в Боготе. Оставшиеся в сезоне три турнира Большого шлема закончились для пуэрториканки одинаково — поражением в первом раунде. Сезон 2015 года сложился для неё не самым лучшим образом, и Пуиг к концу года опустилась на 92-ю строчку рейтинга.
2016 год для Пуиг сложился намного успешнее. Уже в январе она смогла выйти в финал турнира в Сиднее, начав свой путь к нему с трёх раундов квалификации. В общей сложности она выиграла семь матчей подряд на пути к решающему матчу, а в борьбе за титул не смогла обыграть россиянку Светлану Кузнецову (0-6, 2-6). На Открытом чемпионате Австралии Моника вышла в третий раунд, где уступила четвёртой ракетке мира Агнешке Радваньской.
В апреле Пуиг достигла 1/4 финала турнира в Праге. На кортах «Ролан Гаррос» ей удалось пройти в третий раунд, где Пуиг проиграла американке Мэдисон Киз. В июне она дважды вышла в полуфинал турниров на траве: сначала в Ноттингеме, а затем в Истборне. На Уимблдоне пуэрториканка в первом раунде проиграла Йоханне Конте. В начале августа она вышла в полуфинал турнира во Флорианополисе, после чего отправилась на первые в своей карьере Олимпийские игры.
В Рио-де-Жанейро Пуиг сенсационно одержала победу в одиночном разряде на олимпийском теннисном турнире. На момент начала Олимпиады Моника ни разу в карьере не входила в топ-30 мирового рейтинга и выиграла всего один турнир WTA. Пуиг принесла Пуэрто-Рико первую в истории золотую олимпийскую медаль, а также стала первой в истории страны женщиной, выигравшей олимпийскую награду. В третьем раунде Пуиг разгромила четвёртую ракетку мира Гарбинье Мугурусу (6-1, 6-1). В финале Моника обыграла одну из фавориток соревнований — вторую ракетку мира немку Анжелику Кербер (6-4, 4-6, 6-1).
| Стадия  | Соперница (посев)           | Рейтинг | Счёт        |
| 1 раунд | Полона Херцог (WC)          | 99      | 6-3 6-2     |
| 2 раунд | Анастасия Павлюченкова (14) | 19      | 6-3 6-2     |
| 3 раунд | Гарбинье Мугуруса (3)       | 4       | 6-1 6-1     |
| 1/4     | Лаура Зигемунд              | 32      | 6-1 6-1     |
| 1/2     | Петра Квитова (11)          | 14      | 6-4 1-6 6-3 |
| Финал   | Анжелика Кербер (2)         | 2       | 6-4 4-6 6-1 |

После триумфа на Олимпиаде Пуиг выступила на Открытом чемпионате США, но проиграла уже на старте. В сентябре она вышла в четвертьфинал турнира в Токио. В октябре до этой же стадии она добралась на турнире в Тяньцзине.

### 2017—2019
На Открытом чемпионате Австралии 2017 года Моника вылетела на стадии второго раунда. Лучшими результатами весенней стадии для неё стали выход в полуфинал в Дохе и четвертьфинал в Акапулько. На открытом чемпионате Франции, как и в Австралии, она выбыла во втором раунде, а на Уимблдоне и открытом чемпионате США — уже в первом.
В апреле 2019 года Моника участвовала в турнире WTA в Чарлстоне (США), где дошла до полуфинала, но проиграла американской теннисистке, будущей победительнице турнира Мэдисон Киз в двух сетах. И если в первом сете была довольно упорная борьба, где всё в итоге закончилось со счетом 6-4 в пользу Киз, то второй сет Пуиг проиграла всухую: 0-6.
На Открытом чемпионате США 2019 года проиграла в первом раунде Ребекке Петерсон из Швеции в двух сетах.
Завершила карьеру в 2022 году.

## Итоговое место в рейтинге WTA по годам
| Год  | Одиночный рейтинг | Парный рейтинг |
| 2020 | 105               | 447            |
| 2019 | 80                | 403            |
| 2018 | 53                | 279            |
| 2017 | 58                | 916            |
| 2016 | 32                | 336            |
| 2015 | 92                | 238            |
| 2014 | 60                | 657            |
| 2013 | 55                | 1115           |
| 2012 | 127               | 298            |
| 2011 | 228               | 992            |
| 2010 | 695               |                |

## Выступления на турнирах

### Финалы олимпийских турниров в одиночном разряде (1)

#### Победа (1)
| №  | Год  | Турнир                   | Покрытие | Соперница в финале | Счет        |
| 1. | 2016 | Рио-де-Жанейро, Бразилия | Хард     | Анжелика Кербер    | 6-4 4-6 6-1 |

### Финалы турнировWTAв одиночном разряде (4)

#### Победы (2)
| Легенда:                    |
| --------------------------- |
| Турниры Большого шлема (0)* |
| Олимпиада (1)               |
| Итоговый турнир WTA (0)     |
| Premier Mandatory (0)       |
| Premier 5 (0)               |
| Premier (0)                 |
| International (1)           |

| Титулы по покрытиям | Титулы по месту проведения матчей турнира |
| ------------------- | ----------------------------------------- |
| Хард (1)*           | Зал (0)                                   |
| Грунт (1)           | Зал (0)                                   |
| Трава (0)           | Открытый воздух (2)                       |
| Ковёр (0)           | Открытый воздух (2)                       |

* количество побед в одиночном разряде.
| №  | Дата            | Турнир             | Покрытие | Соперница в финале     | Счёт        |
| 1. | 24 мая 2014     | Страсбург, Франция | Грунт    | Сильвия Солер Эспиноса | 6-4 6-3     |
| 2. | 13 августа 2016 | Олимпиада          | Хард     | Анжелика Кербер        | 6-4 4-6 6-1 |

#### Поражения (2)
| №  | Дата            | Турнир            | Покрытие   | Соперница в финале | Счёт    |
| 1. | 15 января 2016  | Сидней, Австралия | Хард       | Светлана Кузнецова | 0-6 2-6 |
| 2. | 21 октября 2017 | Люксембург        | Хард (зал) | Карина Виттхёфт    | 3-6 5-7 |

### Финалы турнировITFв одиночном разряде (10)

#### Победы (6)
| Легенда:        |
| --------------- |
| WTA 125 (0)*    |
| 100.000 USD (1) |
| 75.000 USD (0)  |
| 50.000 USD (1)  |
| 25.000 USD (2)  |
| 10.000 USD (2)  |

| Титулы по покрытиям | Титулы по месту проведения матчей турнира |
| ------------------- | ----------------------------------------- |
| Хард (4)*           | Зал (1)                                   |
| Грунт (2)           | Зал (1)                                   |
| Трава (0)           | Открытый воздух (5)                       |
| Ковёр (0)           | Открытый воздух (5)                       |

* количество побед в одиночном разряде.
| №  | Дата            | Турнир                   | Покрытие   | Соперница в финале | Счёт        |
| 1. | 25 апреля 2010  | Торренте, Испания        | Грунт      | Нанули Пипия       | 3-6 6-1 6-2 |
| 2. | 20 февраля 2011 | Сюрпрайз, США            | Хард       | Ленка Винерова     | 6-4 6-0     |
| 3. | 1 мая 2011      | Кьяссо, Швейцария        | Грунт      | Андреа Главачкова  | 7-6(4) 7-5  |
| 4. | 28 августа 2011 | Сан-Луис-Потоси, Мексика | Хард       | Ника Кухарчук      | 6-3 6-0     |
| 5. | 14 октября 2012 | Жуэ-ле-Тур, Франция      | Хард (зал) | Мария Жуан Кёлер   | 3-6 6-4 6-1 |
| 6. | 28 октября 2012 | Пуатье, Франция          | Хард (зал) | Елена Веснина      | 7-5 1-6 7-5 |

#### Поражения (4)
| №  | Дата            | Турнир                        | Покрытие   | Соперница в финале     | Счёт        |
| 1. | 30 октября 2011 | Баямон, Пуэрто-Рико           | Хард       | Мишель Ларшер де Бриту | 3-6 2-6     |
| 2. | 18 марта 2012   | Поса-Рика-де-Идальго, Мексика | Хард       | Ярослава Шведова       | 1-6 2-6     |
| 3. | 1 июля 2012     | Перигё, Франция               | Грунт      | Ирина Хромачёва        | 3-6 2-6     |
| 4. | 22 декабря 2012 | Анкара, Турция                | Хард (зал) | Ана Савич              | 7-5 3-6 4-6 |

### Финалы турнировITFв парном разряде (1)

#### Поражение (1)
| №  | Дата         | Турнир           | Покрытие | Партнёрша         | Соперницы в финале         | Счёт    |
| 1. | 15 июля 2012 | Биарриц, Франция | Грунт    | Лара Арруабаррена | Северин Бельтрам Лора Торп | 2-6 3-6 |

## История выступлений на турнирах
| Турнир                       | 2012  | 2013          | 2014          | 2015          | 2016  | 2017          | 2018          | 2019          | 2020          | Итог   | В/П за карьеру |
| ---------------------------- | ----- | ------------- | ------------- | ------------- | ----- | ------------- | ------------- | ------------- | ------------- | ------ | -------------- |
| Турниры Большого шлема       |       |               |               |               |       |               |               |               |               |        |                |
| Открытый чемпионат Австралии | К     | К             | 2Р            | 2Р            | 3Р    | 2Р            | 2Р            | 1Р            | -             | 0 / 6  | 6-6            |
| Открытый чемпионат Франции   | К     | 3Р            | 1Р            | 1Р            | 3Р    | 2Р            | -             | 3Р            | 1Р            | 0 / 7  | 7-7            |
| Уимблдонский турнир          | -     | 4Р            | 1Р            | 1Р            | 1Р    | 1Р            | 1Р            | 2Р            | -             | 0 / 7  | 4-7            |
| Открытый чемпионат США       | К     | 1Р            | 2Р            | 1Р            | 1Р    | 1Р            | 2Р            | 1Р            | 1Р            | 0 / 8  | 2-8            |
| Итог                         | 0 / 0 | 0 / 3         | 0 / 4         | 0 / 4         | 0 / 4 | 0 / 4         | 0 / 3         | 0 / 4         | 0 / 2         | 0 / 28 |                |
| В/П в сезоне                 | 0-0   | 5-3           | 2-4           | 1-4           | 4-4   | 2-4           | 2-3           | 3-4           | 0-2           |        | 19-28          |
| Олимпийские игры             |       |               |               |               |       |               |               |               |               |        |                |
| Летняя олимпиада             | -     | Не проводился | Не проводился | Не проводился | П     | Не проводился | Не проводился | Не проводился | Не проводился | 1 / 1  | 6-0            |